# Сигнатурка

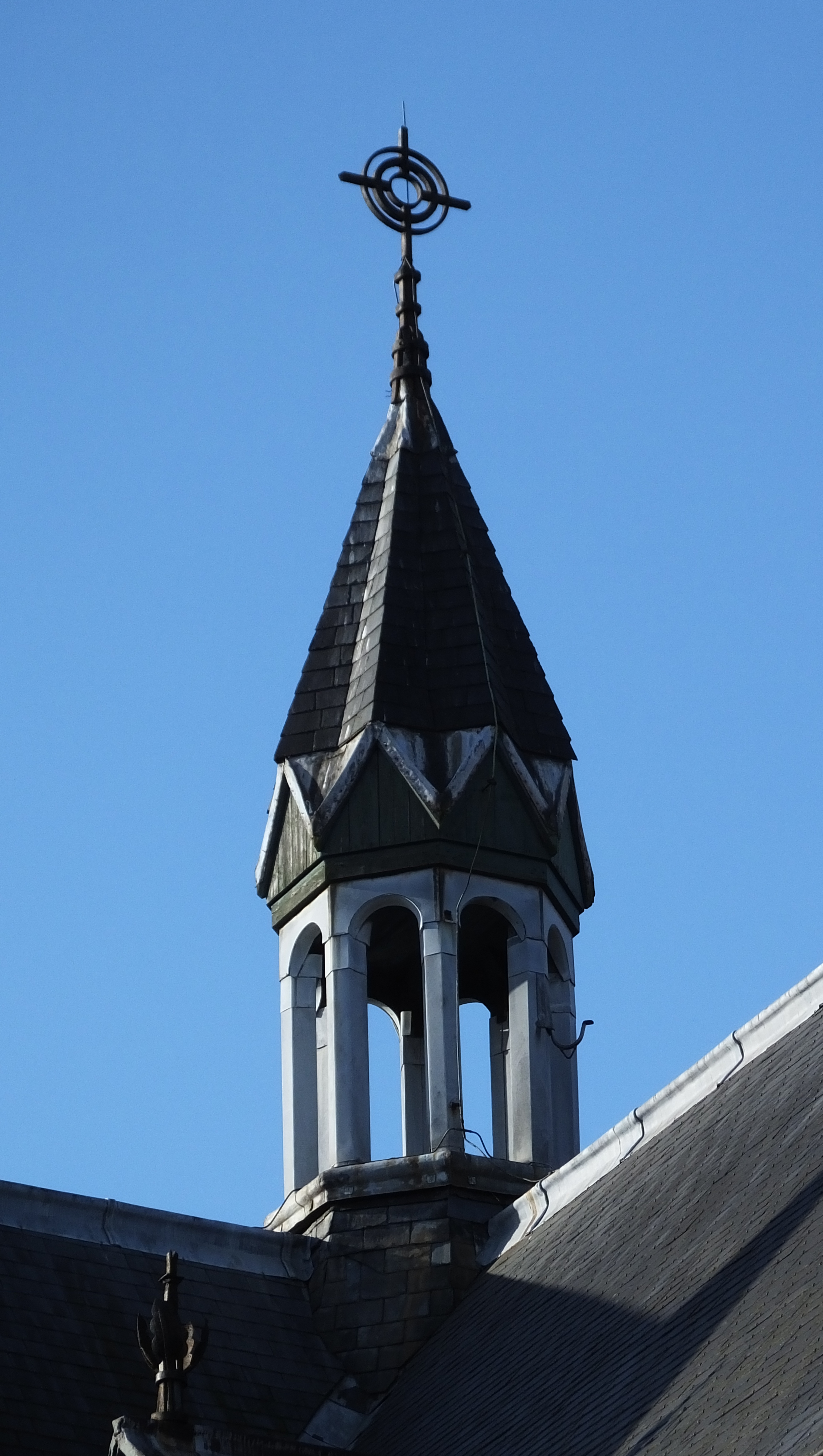
Сигнатурка церкви в Дёйвендрехте, провинция Северная Голландия

Сигнатурка (пол. sygnaturka; от лат. signo — «указываю, обозначаю») — малая храмовая башня (в основном католических храмов), на которой обычно содержится наименьший из колоколов, который также называется сигнатуркою. Сигнатурка в основном расположена на пересечении трансепта с нефом (в больших храмах) или над пресвитерием (в меньших храмах). Сигнатурка в архитектуре появляется во времена средневековья. Внутри сигнатурки обычно помещены основополагающие документы святыни для будущих поколений. На современной территории России сигнатурку имеет здание Кёнигсбергского собора.
Сигнатурки размещались также на крышах светских построек (например, ратуш). Они могли иметь небольшой колокол, часы и различные декоративные элементы.